# Alle radici del male
Alle radici del male è un romanzo di Roberto Costantini. Seconda opera della Trilogia del Male è stato pubblicato da Marsilio Editori nel 2012.

## Trama
Tripoli, febbraio 1958. Il giovane Michele "Mike" Balistreri si trova in Libia insieme alla sua famiglia. Lui e i suoi amici, giovani di gerarchia familiare e rango diversi, giocano insieme, esplorano, creano un legame particolare tra di loro fino a formare un patto di sangue tra Michele, Ahmed, Karim e Nico. I quattro ragazzi formano un branco che, con il passare del tempo, diventerà una società clandestina (poi legale) in grado di fare soldi, ammazzare e gestire traffici poco legali. Michele Balistreri è a capo di questa banda: un ragazzo freddo, coraggioso, violento, con una personalità fatta di luci e ombre in cui bene e male si mischiano tra di loro.  
Un giorno, durante una tempesta di sabbia, Nadia, la sorella degli amici libici di Michele, scompare mentre sta andando a lavorare nella villa dei Balistreri. Viene trovata dopo qualche ora dentro un frantoio abbandonato: è stata stuprata, sodomizzata e poi uccisa. Questo episodio cambia tutto, le ombre che si annidavano nell'apparente tranquillità si fanno più fitte e travolgono le famiglie dei ragazzi. Il gruppo capitanato da Michele vuole trovare il vero assassino di Nadia, nonostante sia già stato incriminato un vecchio contandino. 
Intanto, in questo scenario, a Tripoli le cose stanno cambiando, si stanno evolvendo in cose pericolose, comandate dall'Italia, dalla nuova democrazia e dagli affari pericolosi di petrolieri e malavita.  Ed ecco che tutto cambia: Gheddafi prende il potere, gli italiani sono costretti ad espatriare, Italia, la madre di Michele, viene trovata morta in circostanze misterioso e tutto fa pensare a un suicidio, Michele è costretto a fuggire dalla Libia per rifugiarsi in Italia.
Roma, settembre 1982. Michele Balistreri, diventato commissario, è a Roma e si trova impegnato a risolvere un caso di omicidio avvenuto nella sua zona.  
Le morti avvenute in Libia e l'omicidio in Italia sono legati tra di loro da un filo invisibile che porterà il commissario Balistreri a fare i conti con il suo passato più oscuro.

## Recensioni
A proposito di questo romanzo Sara Magnoli in Gli Amanti dei Libri scrive: "un romanzo, quello di Costantini, che coinvolge e lascia senza fiato, portando il lettore verso quell’epilogo che non è una fine, che sembra dover arrivare inesorabile. E che qualche volta, quando le cose si spiegano, fa parteggiare per chi, anche in modo violento, anche agendo al di fuori dei margini della giustizia, punisce il colpevole. A modo suo.".
Fulvio Luna Romero, in SugarPulp, scrive: "Alle radici del male è un capolavoro perché viaggia attraverso 30 anni di storia italiana, partendo dalla Libia degli anni ’50, senza un minimo calo di tensione. Ritmo, ritmo, ritmo. Volando attraverso giochi di potere del secondo dopo guerra, connivenze mafiose, violenza, omicidi e fiumi di denaro."

## Edizioni
- Roberto Costantini, Alle radici del male, Marsilio Editori